# Helena af Sandeberg
Helena Beata Maria af Sandeberg (Solna, 1º settembre 1971) è un'attrice svedese.

## Filmografia parziale
Cinema
- Tomten är far till alla barnen, regia di Kjell Sundvall (1999)
- Iskariot, regia di Miko Lazic (2008)

Televisione
- Sjätte dagen - serie TV, 15 episodi (1999-2001)